# Лонгбьен

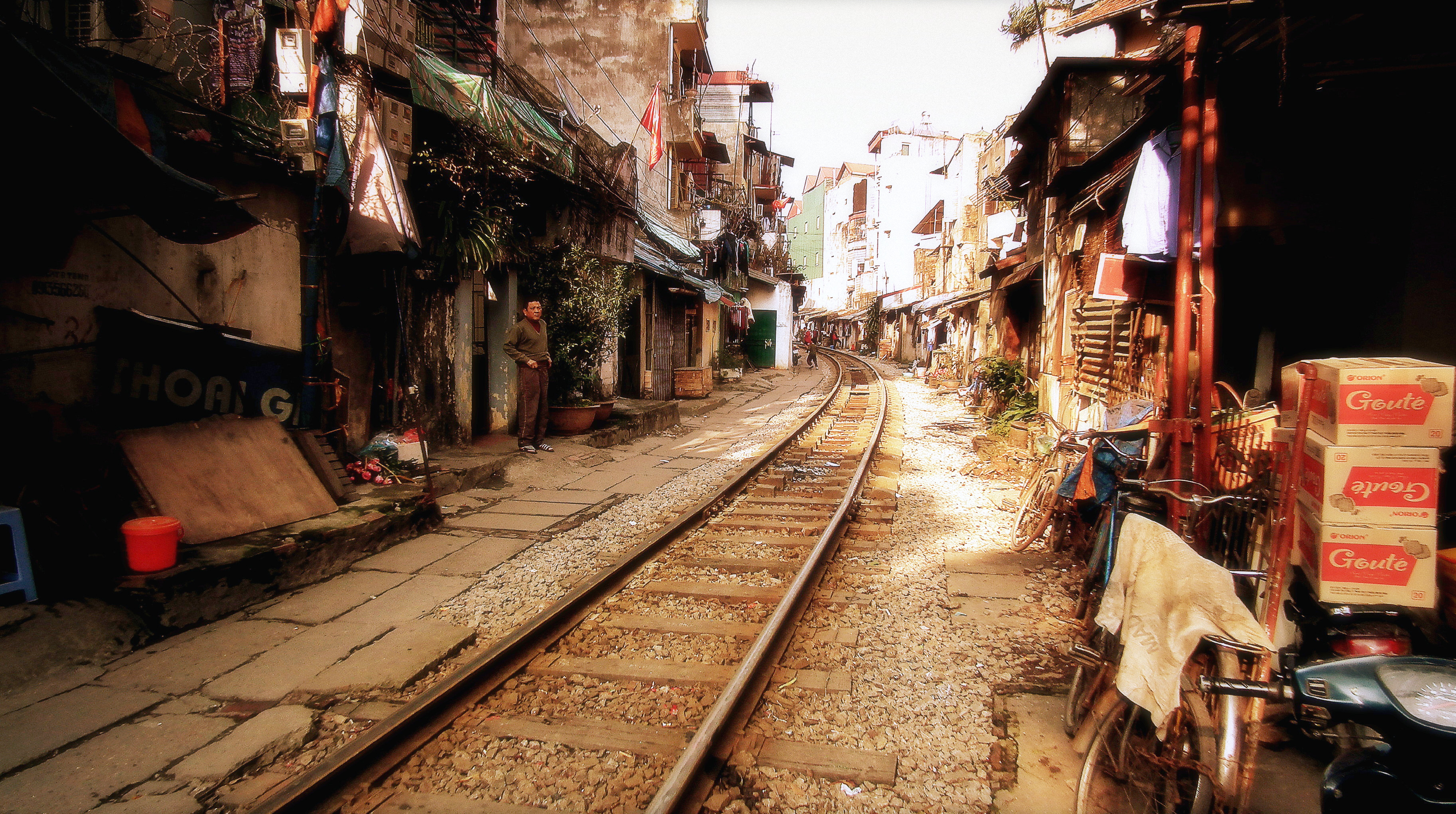
Квартал на путях

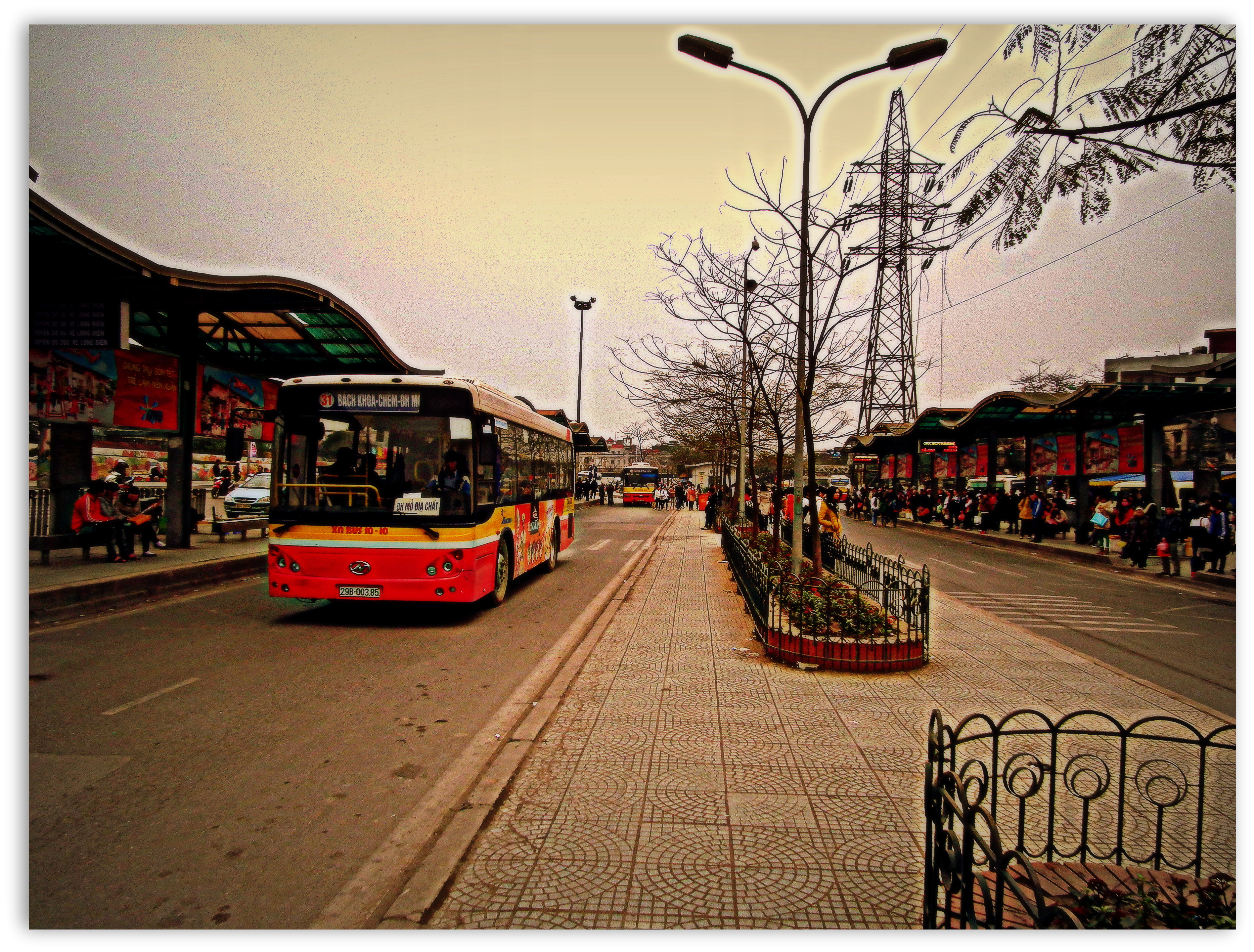
Автобусная станция Лонгбьен

Лонгбьен (вьет. Long Biên, в переводе — «край дракона») — один из двенадцати городских районов (quận), входящих в состав Ханоя (единственный городской район, расположенный в левобережной части столицы). Площадь — 59 кв. км, население — 178 тыс. человек.

## История
Район назван по имени ранее самостоятельного города Лунбянь (кит. трад. 龍邊, упр. 龙边, пиньинь Lóngbiān), служившего столицей китайских провинций Цзяочжоу (в период династий Хань и Цзинь) и Зяоти или Цзяочжи (в период династий Суй и Тан). Также в VI веке древний Лунбянь являлся столицей государства Вансуан, основанного императором Ли Нам-де из династии ранних Ли.
Во французский период нынешний район относился к области Зялам, и до сих пор многие топонимы в Лонгбьене (рынок, завод, вокзал,  аэропорт и другие) носят имя Зялам.

## География
Район Лонгбьен расположен на востоке от центра Ханоя, в излучине рек Хонгха и Дыонг (вьет. Sông Đuống). На севере он граничит с уездом Донгань, на востоке — с уездом Зялам, на юге — с районом Хоангмай, на западе — с районами Хайбачынг, Хоанкьем, Бадинь и Тэйхо.
Вдоль реки Хонгха разбито несколько парков, работают оборудованные пляжи. Возле пагоды Боде имеется большое одноимённое кладбище.

## Административное деление
В настоящее время в состав района Лонгбьен входят 14 кварталов (phường) — Боде (вьет. Bồ Đề), Кыкхой (вьет. Cự Khối), Дыкзянг (вьет. Đức Giang), Зятхюи (вьет. Gia Thụy), Зянгбьен (вьет. Giang Biên), Лонгбьен (вьет. Long Biên), Нгоклам (вьет. Ngọc Lâm), Нгоктхюи (вьет. Ngọc Thụy), Фукдонг (вьет. Phúc Đồng), Фуклой (вьет. Phúc Lợi), Шайдонг (вьет. Sài Đồng), Тхатьбан (вьет. Thạch Bàn), Тхыонгтхань (вьет. Thượng Thanh) и Вьетхынг (вьет. Việt Hưng).

## Экономика
В районе расположены штаб-квартиры нефтегазовой корпорации Petrolimex, авиакомпании Vietnam Airlines, Администрации гражданской авиации Вьетнама, строительного холдинга Vingroup, химической компании Plaschem, железнодорожный завод Gia Lam Train Factory, завод огнеупорных материалов Cau Duong, завод армейской компании медицинского оборудования и фармацевтики, а также большие промышленные зоны Saidong B (технологический кластер Hanoi IT Park, заводы Sumi Hanel и Hanel CSF, офисы Hanel Software Solutions) и Hanel Industrial Park (завод Dynapac). 
В Лонгбьене работают крупные торговые центры AEON Mall, Vincom Center, Vinmart, Savico Megamall, Mediamart, HC Home Center, IKEA, а также сетевые супермаркеты BigC, Fivimart и Hapro Mart, множество автосалонов мировых марок. Несмотря на новые форматы розничной торговли продолжают играть важную роль рынки Зялам (вьет. Gia Lâm), Фукдонгмой (вьет. Phúc Đồng mới), Нгоклам (вьет. Ngọc Lâm) и Дьемго (вьет. Diêm Gỗ).
В районе строятся высотные жилые комплексы с развитой социальной инфраструктурой, районы элитных особняков и вилл с частными школами и гольф-клубами (в том числе Vinhomes Riverside и Vincome Villas), торговые центры и офисы, но сохраняются и кварталы старого ветхого жилья. В квартале Боде, на берегу реки Хонгха расположен развлекательный комплекс Nắng Sông Hồng Cultural and Tourism Village (включает в свой состав сад, кукольный театр на воде, стилизованные рестораны и кафе).
Несмотря на плотную застройку, в районе сохраняются фруктовые сады, огороды и плантации цветов.

## Транспорт

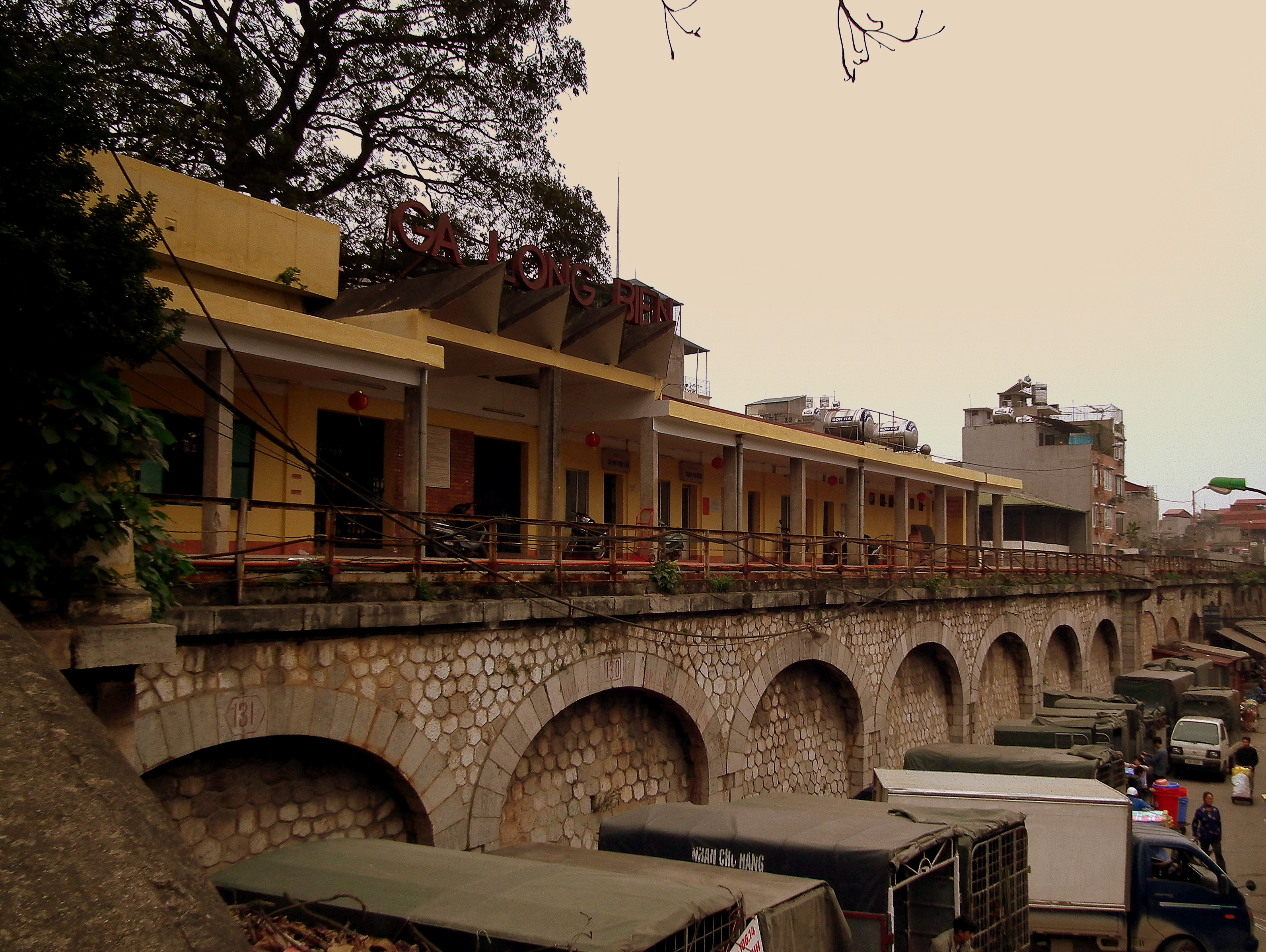
Вокзал Лонгбьен

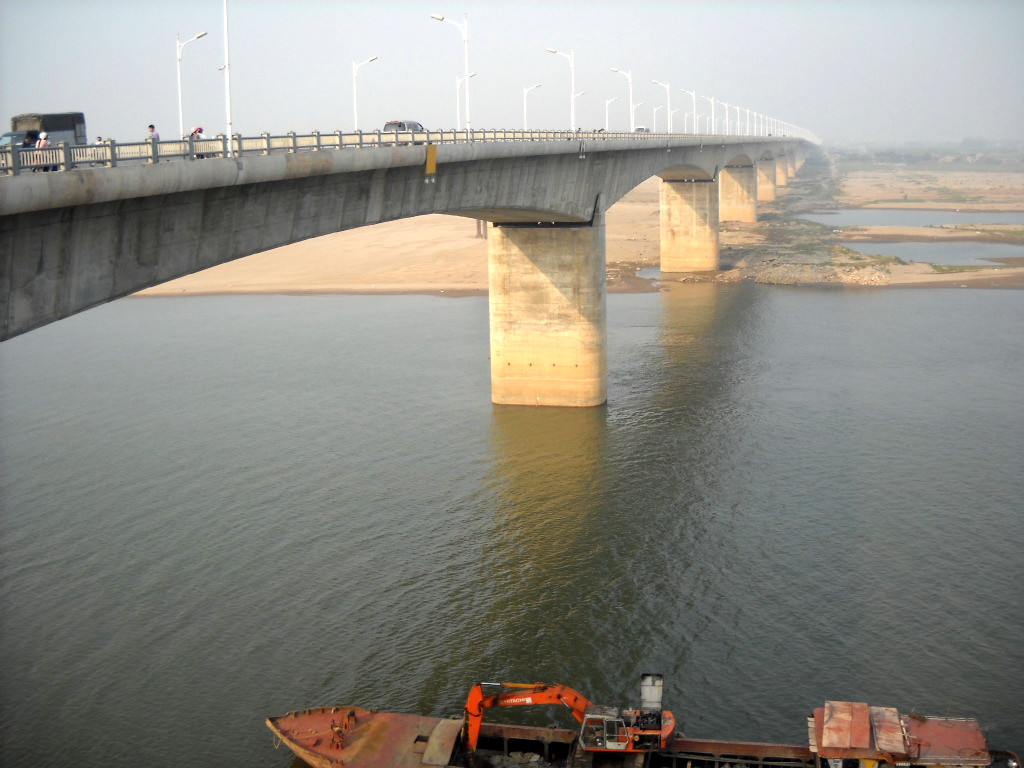
Мост Виньтуи

В 1903 году через реку Хонгха был переброшен 2,4-километровый консольный мост имени генерал-губернатора Французского Индокитая Поля Думера, связавший Лонгбьен с районом Хоанкьем (сегодня известен как мост Лонгбьен). Строительство, на котором было задействовано более 3 тыс. вьетнамцев, велось с 1899 года парижскими архитекторами и инженерами. Долгое время это был самый длинный мост Азии и единственный мост через Красную реку, связывавший Ханой с Хайфоном и Северным Вьетнамом. С 1967 по 1972 год мост неоднократно подвергался бомбардировкам американской авиации. После войны мост Лонгбьен был восстановлен с сохранением значительной части оригинальной конструкции. Используется поездами, автомобилями, мопедами, велосипедами и пешеходами. Под мостом в хижинах и лодках проживают бедняки, прибывшие в Ханой из сельской местности.
В 1985 году рядом со старым мостом Лонгбьен был построен 1,2-километровый автомобильный мост Тьыонгзыонг (вьет. Cầu Chương Dương). В 2010 году в рамках масштабной программы, посвящённой 1000-летию Ханоя, через реку Хонгха были открыты 3,7-километровый автомобильный мост Виньтуи (вьет. Cầu Vĩnh Tuy) и 3,1-километровый автомобильный мост Тханьчи (вьет. Cầu Thanh Trì).
В Лонгбьене пересекаются железные дороги, соединяющие центр Ханоя с китайской границей (и далее до Наньнина) и портом Хайфон. Важными транспортными узлами являются вокзал Зялам, откуда поезда уходят в Китай и Хайфон, и железнодорожная станция Лонгбьен (у обеих станций расположены крупные автобусные терминалы). Также по территории района проходят Третья кольцевая дорога, национальные шоссе № 1А, № 5B и № 14. Другими оживлёнными магистралями Лонгбьена являются улицы Нгуенванкы (вьет. Nguyễn Văn Cừ), Нгозяты (вьет. Ngô Gia Tự), Доанкхюэ (вьет. Đoàn Khuê), Тюхюиман (вьет. Chu Huy Mân), Колинь (вьет. Cổ Linh).
Общественный транспорт представлен разветвлённой сетью автобусных маршрутов государственной компании Transerco (Hà Nội Transport and Services Corporation). В районе активно строятся дорожные развязки, эстакады и путепроводы. На реках осуществляется активное судоходство, власти борются с нелегальной добычей песка с речного дна, разрушением противопаводковых дамб и незаконной застройкой побережья.         

### Военная база Зялам
В районе Лонгбьен расположена авиабаза Военно-воздушных сил Вьетнама Зялам (вьет. Sân bay Gia Lâm). Сегодня на ней базируются Ан-26, Ан-28, Ан-30, МиГ-21 и Ка-27. Авиабаза используется для подготовки военных лётчиков, а также для базирования туристических вертолётов (обзорные экскурсии к бухте Халонг) и самолётов малой авиации. У властей Ханоя имеются планы реорганизовать авиабазу в гражданский аэропорт для чартерных рейсов по северному Вьетнаму.

## Культура

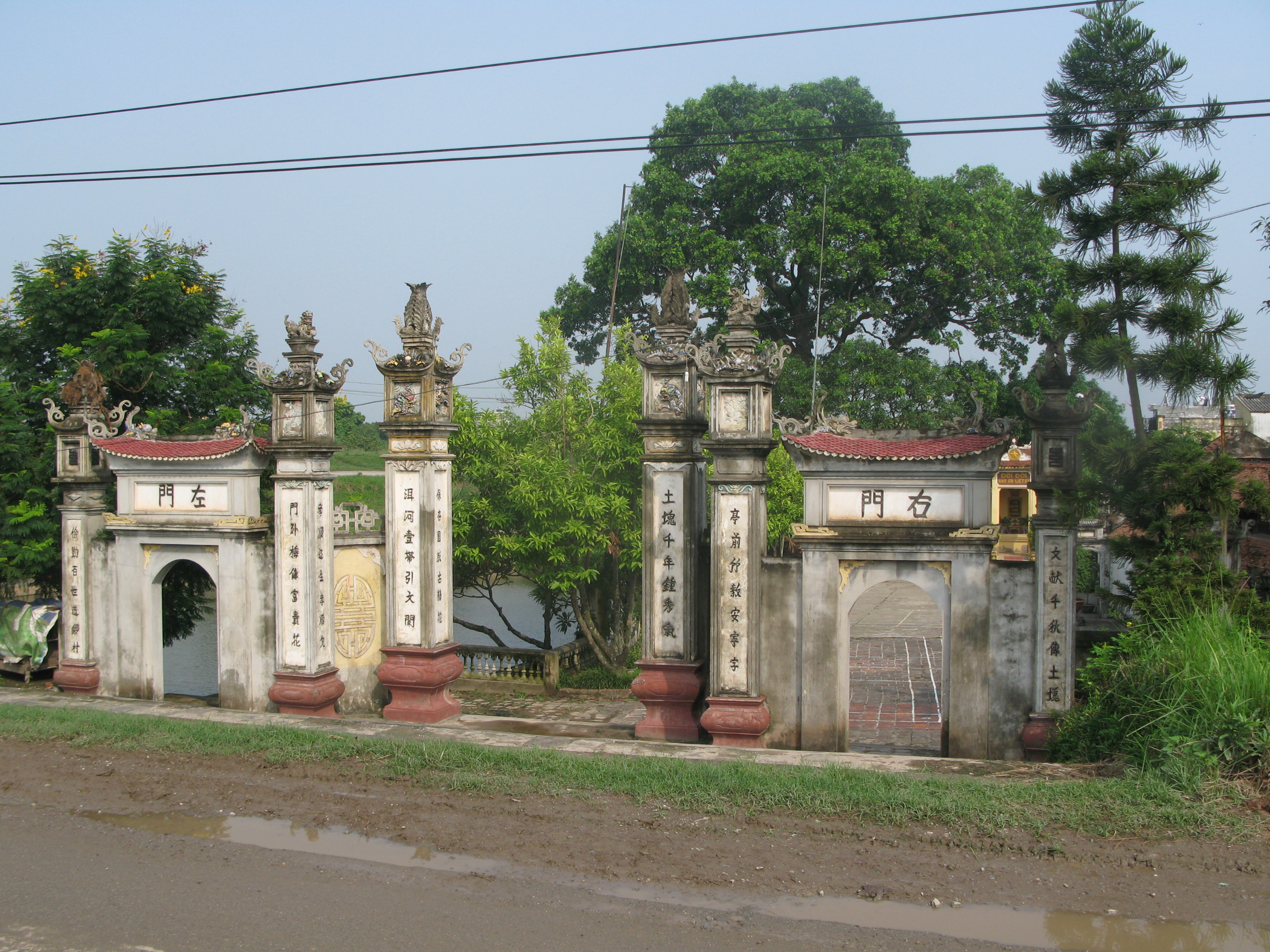
Ворота в посёлок Тхокхой

В районе расположены буддийская пагода Боде (вьет. Bồ Đề) XVII века, храмы Ламзу (вьет. Lâm Du), Аймо (вьет. Ái Mộ), Тхьенчыонг (вьет. Thiên Trường), Лонгдой (вьет. Long Đọi), Баккау (вьет. Bắc Cầu), Тьеузяо (вьет. Tiêu Giao), Нгоклам (вьет. Ngọc Lâm), Тханьам (вьет. Thanh Am), Майфук (вьет. Mai Phúc), Шайдонг (вьет. Sài Đồng), Фокуанг (вьет. Phổ Quang), Тинькуанг (вьет. Tình Quang), Водонг (вьет. Vo Đông), Вочунг (вьет. Vo Trung), Тхыонгдонг (вьет. Thượng Đồng), Хойса (вьет. Hội Xá), Кылинь (вьет. Cự Linh), Нгиемкуанг (вьет. Nghiêm Quang), католическая церковь Тхотыдинь (вьет. Thờ Tư Đình).
В квартале Боде проходит праздник деревни Фувьен (вьет. Phú Viên), посвящённый Као Шону, Зынг Хоа и госпоже Кан Ми Ныонг (вьет. Càn Mỹ nương); сопровождается гонками на лодках. В посёлке Аймо квартала Боде проводится праздник храма Гень (вьет. Ghềnh), посвящённый трём богиням — Льеу Хань (дочери Нгок Хоанга), Ла Бинь (дочери божества Тан Вьен) и Ле Нгок Хань (жене императора Нгуен Хюэ); фестиваль сопровождается восхвалением Святой матери и другими религиозными церемониями.
В квартале Зятхюи и храме Йентан (вьет. Yen Tan) квартала Нгоктхюи проходит праздник общественного дома Зятхюи, посвящённый Чунг Тханю (вьет. Trung Thành), Донг Лыонгу (вьет. Đông Lương), Тхонг Виню (вьет. Thông Vĩnh) и Куи Ныонг (вьет. Quý Nương); сопровождается религиозными церемониями, пением качу и игрой в шахматы.  

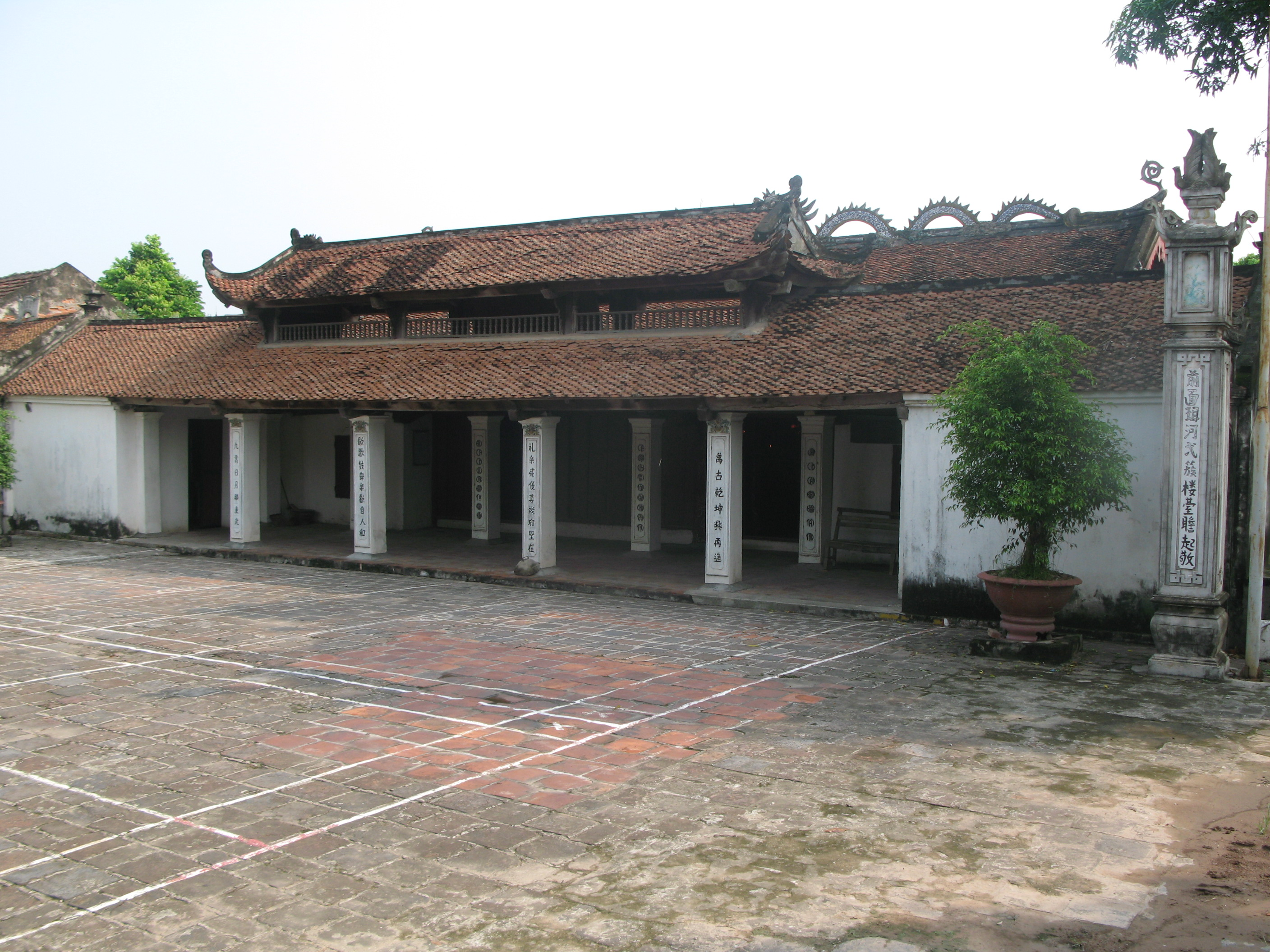
Общинный дом посёлка Тхокхой

В квартале Вьетхынг проводится праздник посёлка Лемат, посвящённый божеству-покровителю деревни и семьи Хоанг; сопровождается «танцем змеи». В деревне Нгокчи квартала Тхатьбан проходит праздник храма Чанву, посвящённый божеству Хюэн Тхьен Чан Ву (вьет. Huyền Thiên Trấn Vũ); сопровождается масштабными соревнованиями по перетягиванию каната.
В квартале Зятхюи проводится праздник посёлка Шайдонг (вьет. Sài Đồng), посвящённый Линь Лангу; сопровождается представлением, прославляющим сельский труд. В квартале Кыкхой проходит праздник посёлка Тхокхой (вьет. Thổ Khối), посвящённый Дао Зуй Чиню (вьет. Đào Duy Trinh), Као Шону, Бать Да, придворным До Каю и Линь Лангу; сопровождается жертвованием белых петухов, гонками на лодках, игрой в шахматы, выступлениями театра тео, пением качу и другими выступлениями артистов.

## Образование
В Лонгбьене базируются Военная академия логистики, Британская международная школа в Ханое и международная школа Wellspring.